# Kōichi Hashimoto
Kōichi Hashimoto (橋本 晃一?, Hashimoto Kōichi), pseudonimo di Yōichi Mitsuhashi (三橋洋一?, Mitsuhashi Yōichi; Prefettura di Chiba, 12 gennaio 1953), è un attore e doppiatore giapponese. È affiliato al gruppo di seiyū Umikaze, ma in passato ha lavorato per Arts Vision, Aksent, Ken Production, e Art 7. È famoso per la sua voce insolitamente tremolante e fredda.

## Ruoli creati

### Anime
- Aoki Ryūsei SPT Reizunā (Bohn, Derol)
- Mobile Fighter G Gundam (Wong Yun-fat)
- Holly e Benji (Benjamin Price)
- Ginga: Nagareboshi Gin (Wilson)
- Silent Möbius (Robert De Vice)
- City Hunter (Annunciatore)
- Shinseiki GPX Cyber Formula (Annunciatore)
- Seisenshi Dunbine (Fei Chenka)
- I Cavalieri dello zodiaco (Cristal il Cigno)
- Chō Jikū Seiki Ōgasu (Slay)
- Tales of Eternia (Tasuteku Burukāno)
- High School! Kimengumi (Kyūma Taku)
- Sailor Moon S (Kakusui Yakushiji)
- Beet the Vandel Buster (Barasa)
- Machine Robo: Chronos no Dai Gyakushū (Rod Drill)
- Magical Tarurūto-kun (Ashita Banryū)
- Detective Conan (padre di Junko)
- Kenshin samurai vagabondo (Kanekura)
- One Piece (Capitano Kuro, Sai)

### OAV
- Gundam 0083: Stardust Memory (Bicok)
- Captain Tsubasa: Holland Youth (Benjamin Price)
- Ginga Eiyū Densetsu (Gunter Kesselring)
- I Cavalieri dello Zodiaco (Cristal il Cigno)
- Megazone 23 (Nakao)

### Videogiochi
- I Cavalieri dello zodiaco - Il Santuario (Cristal il Cigno)
- One Piece: Grand Battle! (Kuro, Igaram)
- One Piece: Grand Battle! 2 (Kuro)
- One Piece: Ocean's Dream! (Kuro)
- One Piece: Grand Battle (Kuro)
- One Piece: Pirates' Carnival (Kuro)
- One Piece Unlimited Cruise 1: Il Tesoro Sommerso (Kuro)
- One Piece Unlimited Cruise 2: Il Risveglio di un Eroe (Kuro)
- One Piece: Unlimited Cruise SP 2 (Kuro)
- One Piece: Romance Dawn (Kuro)
- One Piece: Pirate Warriors 3 (Kuro)
- Super Robot Wars Alpha (Fei Chenka)
- Super Robot Wars A Portable (Wong Yun-fat)
- Super Robot Wars T (Wong Yun-fat)